# Saison 4 de Brothers and Sisters
Chronologie
Saison 3 Saison 5
La quatrième saison de Brothers and Sisters est composée de 24 épisodes. Elle a démarré aux États-Unis le dimanche 27 septembre 2009 pour se terminer le 16 mai 2010.

## Distribution de la saison

### Acteurs principaux
- Dave Annable (V.F.: Pascal Nowak) : Justin Walker
- Maxwell Perry Cotton (V.F.: Leopold Szapatura) : Cooper Whedon
- Kerris Lilla Dorsey (V.F.: Lisa Caruso) : Paige Whedon
- Sally Field (V.F.: Monique Thierry) : Nora Walker
- Calista Flockhart (V.F.: Natacha Muller) : Kitty Walker
- Balthazar Getty (V.F.: Patrick Borg) : Tommy Walker
- Rachel Griffiths (V.F.: Anne Massoteau) : Sarah Walker
- Luke Grimes (V.F.: Thomas Sagols) : Ryan Lafferty (épisodes 1 à 11)
- Luke Macfarlane (V.F.: Emmanuel Garijo) : Scotty Wandell
- |Rob Lowe (V.F.: Bruno Choel) : Robert McCallister
- Matthew Rhys (V.F.: Mathias Kozlowski) : Kevin Walker
- Ron Rifkin (V.F.: Max André) : Saul Holden
- Emily VanCamp (V.F.: Chantal Macé) : Rebecca Harper
- Patricia Wettig (V.F.: Véronique Augereau) : Holly Harper

### Acteurs récurrents
- Gilles Marini (V.F.: Thomas Roditi) : Luc Laurent
- Sarah Jane Morris (V.F.: Stéphanie Lafforgue) : Julia Walker (épisode 10)
- Daniel et David Oshionebo : Evan McCallister
- Ken Olin : David Caplan
- Peter Gerety : Dennis York
- Amy Aquino : Dr Joan Avadon
- Jon Tenney : Dr Simon Craig
- Denzel Whitaker : Carter (épisodes 3, 4 et 8)
- Cheryl Hines : Buffy McCreary (épisodes 13, 15 et 16)

## Épisodes

### Épisode 1:Au bord de la route
- États-Unis /  Canada : 27 septembre 2009 sur ABC / Global[1]
- France : 24 février 2011 sur TF1
- Belgique : 2010 sur RTL-TVI

- États-Unis : 9,38 millions de téléspectateurs (première diffusion)

- Ken Olin (David Caplan)
- Marion Ross (Ida Holden)
- Matt Gallant (the reporter)
- Phil Abrams (Harold Wallace)
- Jeff Lorch (Jeffrey)
- Cheryl Francis Harrington (Dr Ruth Gibson)
- Matthew Kimbrough (Prof. James Gray)
- Amy Aquino (Dr Joan Avadon)
- Alex Ball (Steve)
- Henry Dittman (date #3)

### Épisode 2:Scoop
- États-Unis : 4 octobre 2009 sur ABC
- France : 24 février 2011 sur TF1

- États-Unis : 9,65 millions de téléspectateurs (première diffusion)

- Michele Greene (Governor Eve Kern)
- Denis O'Hare (Travis March)
- Amy Aquino (Dr Joan Avadon)
- Peter Gerety (the businessman)

### Épisode 3:Comme si de rien n'était
- États-Unis : 11 octobre 2009 sur ABC
- France : 25 février 2011 sur TF1

- États-Unis : 8,97 millions de téléspectateurs (première diffusion)

- Peter Garity (Dennis York)
- Denis O'Hare (Travis March)
- Denzel Whitaker (Carter)
- Joe Morton (Professeur Madsen)
- Tracey Heggins (Monique)
- Amy Aquino (Dr Joan Avalon)
- Barry Ratcliffe (the auctioneer)

### Épisode 4:Carte postale
- États-Unis : 18 octobre 2009 sur ABC
- France : 25 février 2011 sur TF1

- États-Unis : 9,72 millions de téléspectateurs (première diffusion)

- Gilles Marini (Luc Laurent)
- Denzel Whitaker (Carter)
- Joe Morton (Professor Madsen)
- Christina Chang (Professor Jane Condon)
- Chris Flanders (Steve)
- Shelley Robertson (Lynda)
- Leila Yavari (Josette)
- Amy Aquino (Dr Avadon)

### Épisode 5:Dernier Tango à Pasadena
- États-Unis : 25 octobre 2009 sur ABC
- France : 28 février 2011 sur TF1

- États-Unis : 9,97 millions de téléspectateurs (première diffusion)

- Ken Olin (David Caplan)
- Gilles Marini (Luc Laurent)
- Roxy Olin (Michelle McCormack)
- Cooper Thornton (Felix Newsome)

### Épisode 6:Zen attitude
- États-Unis : 1er novembre 2009 sur ABC
- France : 28 février 2011 sur TF1

- États-Unis : 9,46 millions de téléspectateurs (première diffusion)

- Ken Olin (David Caplan)
- Peter Gerety (Dennis York)
- Gilles Marini (Luc Laurent)
- Roxy Olin (Michelle McGregor)

### Épisode 7:La Beauté de Kitty
- États-Unis : 8 novembre 2009 sur ABC
- France : 1er mars 2011 sur TF1

- États-Unis : 9,08 millions de téléspectateurs (première diffusion)

- Gilles Marini (Luc Laurent)
- Michael O'Keefe (Wally Wandell)
- David Purdham (Barry Henderson)
- Jon Tenney (Dr Simon Craig)
- Elayn Taylor (Mrs. Goldberg)

### Épisode 8:Le Vent de la victoire
- États-Unis : 15 novembre 2009 sur ABC
- France : 1er mars 2011 sur TF1

- États-Unis : 10,08 millions de téléspectateurs (première diffusion)

- Jon Tenney (Dr Simon Craig)
- Ken Olin (David Caplan)
- Peter Gerety (Dennis York)
- Gilles Marini (Luc Laurent)
- Denzel Whitaker (Carter)

### Épisode 9:Le Bonheur des uns...
- États-Unis : 22 novembre 2009 sur ABC
- France : 2 mars 2011 sur TF1

- États-Unis : 8,69 millions de téléspectateurs (première diffusion)

- Ken Olin (David Caplan)
- Jon Tenney (Dr Simon Craig)
- Cassandra Braden (the nurse)
- Irene Roseen (Anya)
- Alyssa Stec (the waitress)

### Épisode 10:Valse hésitation
- États-Unis : 29 novembre 2009 sur ABC
- France : 3 mars 2011 sur TF1

- États-Unis : 10,81 millions de téléspectateurs (première diffusion)

- Sarah Jane Morris (Julia Ridge)
- Ken Olin (David Caplan)
- Trease Baker (Elizabeth Walker)
- Susan Chuang (Dr Debra Cho)
- Liz Laird (the nurse)
- Maxim Knight (Seth)
- Jeanne Syquia (the college girl)
- Steve Spel (the EMT)
- Darryl Alan Reed (Dr Bob Stanton)
- Jon Tenney (Dr Simon Craig)

### Épisode 11:Le Sang des Walker
- États-Unis /  Canada : 3 janvier 2010 sur ABC / Global
- France : 3 mars 2011 sur TF1

- États-Unis : 10,78 millions de téléspectateurs (première diffusion)
- Canada : 807 000 téléspectateurs[2]

- Peter Gerety (Dennis York)
- Malcolm Foster Smith (the police officer)
- Sunkrish Bala (Lewis)
- Susan Grace (nurse Andrea Osborn)
- Amy Aquino (Dr. Joan Avalon)

### Épisode 12:L'Imposteur
- États-Unis : 10 janvier 2010 sur ABC
- France : 4 mars 2011 sur TF1

- États-Unis : 10,45 millions de téléspectateurs (première diffusion)

- Ken Olin (David Caplan)
- Peter Gerety (Dennis York)
- Jon Tenney (Dr Simon Craig)
- Daniel Oshionebo (Evan McCallister)
- Michael Hyatt (Dr Katherine Cortez)
- Tanner Maguire (Henry)
- Jamison Jones (Henry's dad)
- Jay Karnes (Roy Scovell)
- Khamani Griffin (Alex)
- Hugh Holub (the judge)
- Matthew Kimbrough (Professor James Gray)
- Jeryl Prescott Sales (the waitress)

### Épisode 13:La Rumeur
- États-Unis : 17 janvier 2010 sur ABC
- France : 4 mars 2011 sur TF1

- États-Unis : 7,97 millions de téléspectateurs (première diffusion)

- Daniel Oshionebo (Evan McCallister)
- Roxy Olin (Michelle McGregor)
- Michael Hyatt (Dr Katherine Cortez)
- Grant Albrecht (Joe Corvus)
- Shelley Robertson (Lynda)
- Chris Flanders (Steve)
- Cheryl Hines (Buffy McCreary)
- Jay Karnes (Roy Scovell)
- Heather Long (the moderator)
- Nathan Keyes (Sam)

### Épisode 14:À bulletins secrets
- États-Unis : 31 janvier 2010 sur ABC
- France : 7 mars 2011 sur TF1

- États-Unis : 7,65 millions de téléspectateurs (première diffusion)

- Ken Olin (David Caplan)
- Daniel Oshionebo (Evan McCallister)
- Jay Karnes (Roy Scovell)
- Peter Gerety (Dennis York)
- David Denman (Brent Lewinsky)

### Épisode 15:Les Vertus de la famille
- États-Unis /  Canada : 21 février 2010 sur ABC / Global
- France : 8 mars 2011 TF1

- États-Unis : 7,85 millions de téléspectateurs (première diffusion)
- Canada : 618 000 téléspectateurs[3]

- Ken Olin (David Caplan)
- Daniel et David Oshionebo (Evan McCallister)
- Jay Karnes (Roy Scovell)
- Marguerite Moreau (la galeriste)
- Gilles Marini (Luc Laurent)
- Cheryl Hines (Buffy McCreary)
- Matt Letscher (Alec Tyler)

### Épisode 16:Visa pour le bonheur
- États-Unis : 28 février 2010 sur ABC
- France : 10 mars 2011 sur TF1

- États-Unis : 7,92 millions de téléspectateurs (première diffusion)

- Ken Olin (David Caplan)
- Marguerite Moreau (Ginny Lawford)
- Gilles Marini (Luc Laurent)
- Cheryl Hines (Buffy McCreary)
- Shaun Russell (the security guard)
- Susan Carol Davis (the dance teacher)
- Jim Cantafio (the officiant)
- Darwin Harris (the security guard)

### Épisode 17:Blog à part
- États-Unis : 14 mars 2010 sur ABC
- France : 11 mars 2011 sur TF1

- États-Unis : 8,53 millions de téléspectateurs (première diffusion)

- Peter Gerety (Dennis York)
- Trease Baker (Elizabeth Walker)
- Gilles Marini (Luc Laurent)
- Dave Monahan (Brad Lepage)
- Ericka Kreutz (Trudy)
- Dominic Flores (Chuck)

### Épisode 18:Les Années de silence: Partie 1
- États-Unis : 11 avril 2010 sur ABC
- France : 14 mars 2011 sur TF1

- États-Unis : 8,84 millions de téléspectateurs (première diffusion)

- Peter Gerety (Dennis York)
- Daniel et David Oshionebo (Evan McCallister)
- John Ross Clark (the judge)
- Colin Egglesfield (young William Walker)
- Kay Panabaker (Kitty Walker, jeune)
- Anna Wood (en) (Sarah Walker, jeune)
- Cody Longo (Tommy Walker, jeune)
- Kasey Campbell (Kevin Walker, jeune)
- Dylan Larsen (Justin Walker, jeune)
- Dan Watkins (Patrick Shuman)
- Tyler Neitzel (Aaron, jeune)

### Épisode 19:Les Années de silence: Partie 2
- États-Unis : 11 avril 2010 sur ABC
- France : 15 mars 2011 sur TF1

- États-Unis : 8,84 millions de téléspectateurs (première diffusion)

- Peter Gerety (Dennis York)
- Christopher Thornton (Aaron)
- Elena Campbell-Martinez (the housekeeper)
- Kasey Campbell (Kevin Walker, jeune)
- Andre M. Johnson (the sheriff)
- Mickey Maxwell (the deputy)
- Kay Panabaker (Kitty Walker, jeune)

### Épisode 20:Tout ira bien
- États-Unis : 18 avril 2010 sur ABC
- France : 17 mars 2011 sur TF1

- États-Unis : 7,84 millions de téléspectateurs (première diffusion)

- Peter Gerety (Dennis York)
- Daniel et David Oshionebo (Evan McCallister)
- Anne Betancourt (Mrs. Alarcon)
- Gilles Marini (Luc Laurent)

### Épisode 21:La Dernière Décision
- États-Unis : 25 avril 2010 sur ABC
- France : 18 mars 2011 sur TF1

- États-Unis : 8,36 millions de téléspectateurs (première diffusion)

- Marion Ross (Ida Holden)
- Gilles Marini (Luc Laurent)
- Justin Henry (Dr Lewis)
- Bre Blair (Ms. Nadine)
- Kathe Mazur (Ann Waterman)
- Allison Weintraub (Alison)
- John Aylward (Joe Rawling)

### Épisode 22:Un but dans la vie
- États-Unis : 2 mai 2010 sur ABC
- France : 21 mars 2011 sur TF1

- États-Unis : 8,44 millions de téléspectateurs (première diffusion)

- Daniel et David Oshionebo (Evan McCallister)
- John Aylward (Joe Rawling)
- Gilles Marini (Luc Laurent)
- Patrick St. Esprit (Bill Stanton)

### Épisode 23:Éteignez les lumières
- États-Unis : 9 mai 2010 sur ABC
- France : 22 mars 2011 sur TF1

- États-Unis : 8,18 millions de téléspectateurs (première diffusion)

- Richard Doyle (Benjamin Wright)
- Wayne Lopez (Pedro)
- Nigel Havers (Roger Grant)
- Gilles Marini (Luc Laurent)
- Patrick St. Esprit (Bill Stanton)
- Tim Ransom (the human resources representative)

### Épisode 24:Au bout de la route
- États-Unis : 16 mai 2010 sur ABC
- Canada: 14 mai 2010 sur Global
- France : 24 mars 2011 sur TF1

- États-Unis : 9,93 millions de téléspectateurs (première diffusion)

- Ken Olin (David Caplan)
- Gilles Marini (Luc Laurent)
- John Aylward (Rawling)
- Patrick St. Esprit (Bill Stanton)